# استئوکلاست
در پزشکی به یاخته‌های چندهسته‌ای که استخوان‌ها را جذب می‌کنند، یاخته‌های استخوان‌کاه یا استئوکلاست (به انگلیسی: Osteoclast) می‌گویند. استئوکلاست‌ها با برداشتن پوستهٔ دارای مواد معدنی از روی بافت استخوانی و شکستن استخوان آلی عمل تخریب را انجام می‌دهند.
به صورت طبیعی تخریب استخوان توسط این یاخته‌ها به وسیله سلول‌های استخوان‌ساز (osteoblast) متوازن می‌شود در واقع خود سلول استئوکلاست بدون گیرنده PTH در سطح خود بوده و به وسیله سایتوکین‌هایی که از استئوبلاست آزاد شده فعال می‌شوند. در افراد با اختلالات تخریب استخوان همچون پوکی استخوان، یاخته‌های استخوان‌ساز از فعالیت و پیشرفت این یاخته‌ها عقب مانده و باعث کاهش تراکم استخوان‌ها می‌شوند.

## عملکرد
استئوکلاست‌ها از مونوسیت‌های خون تولید می‌شوند. استئوکلاست‌ها مسئول تجزیه ماده زمینه استخوان در هنگام استخوان‌سازی هستند. نقش استئوکلاست‌ها دقیقاً برعکس نقش استئوبلاست‌هاست. به همین دلیل سلول‌های مخرب نامیده شده‌اند. استئوکلاست‌ها، ابتدا ماده زمینه‌ای بی‌شکل و سپس کلاژن را تجزیه می‌کنند. استئوکلاست‌ها معمولاً سلول‌های غول آسا با سیتوپلاسم وسیع‌اند و تعداد ۶ تا ۵۰ هسته دارند.
استئوکلاست‌های جوان تک هسته‌ای بوده و در هنگام فعالیت بازوفیلی هستند، در حالی که در هنگام استراحت اسیدوفیلی هستند. با وجود اسید فسفاتاز در استئوکلاست‌ها این سلول‌ها می‌توانند ماده زمینه‌ای را تجزیه کنند. به علاوه هنگامی که میزان کلسیم خون به علت عمل هورمون کلسی تونین مترشحه از تیرویید کاهش می‌یابد، استئوکلاست‌ها کلسیم را از استخوان گرفته و به جریان خون می‌فرستند. استئوکلاست‌ها نزدیک سطح استخوان از حفره‌ای از ماده استخوانی در حال تخریب قرار دارند. استئوکلاست‌ها تنها عوامل شناخته‌شدهٔ تخریب استخوانی هستند.
افزایش فعالیت این سلول‌ها در برخی بیماری‌ها مانند هایپرپاراتیروئیدی موجب تخریب استخوان می‌شود.